# 알기만타스 부트노류스
알기만타스 부트노류스(리투아니아어: Algimantas Butnorius, 1946년 11월 20일 ~ 2017년 10월 30일)는 리투아니아의 체스 선수이다. 2007년, 세계 시니어 챔피언과 그랜드마스터 칭호를 획득하였다. 2014년부터는 모나코를 대표하고 있다.